# Калужский, Николай Андреевич
Николай Андреевич Калужский — советский хозяйственный деятель и учёный, доктор технических наук, профессор.

## Биография
Родился в 1925 году в деревне Нижне-Смородино. Член КПСС.

Участник Великой Отечественной войны: наводчик миномёта отдельного миномётного батальона 22-й гвардейской танковой бригады 6-го танкового корпуса.
В 1951—1954 гг. — мастер, начальник корпуса, заведующий производством электролизного цеха Новокузнецкого алюминиевого завода.
В 1954—1961 гг. — заместитель главного инженера, главный инженер, директор Надвоицкого алюминиевого завода.
В 1960—1963 гг. — начальник производственно-технического отдела, заместитель председателя Карельского совнархоза.
В 1963—1966 гг. — председатель комитета партийно-государственного контроля Карельской АССР.
В 1966—1996 гг. — директор Всесоюзного алюминиево-магниевого института, председатель совета директоров акционерного общества «Всероссийский алюминиево-магниевый институт».
В 1996—2005 гг. — главный научный сотрудник акционерного общества «Всероссийский алюминиево-магниевый институт».
Лауреат премии Совета Министров СССР (дважды).
За цикл работ по созданию, освоению и широкому применению в производстве алюминия новых поколений мощных электролизеров с обожженными анодами был как руководитель коллектива удостоен Премии Правительства Российской Федерации 1997 года.
Умер в 2005 году в Санкт-Петербурге.

## Награды
- Орден Ленина
- Орден Октябрьской Революции
- Орден Отечественной войны II степени
- Орден Трудового Красного Знамени
- Орден Знак Почёта (дважды)
- Орден Славы III степени